# Бончо Хаджибонев
Бончо (Боне) Георгиев Хаджибонев е български писател.

## Биография
Роден е през 1889 г. в София, внук е на чорбаджията Боне Петров. През 1909 г. завършва гимназия във Враца. Сътрудничи на вестниците „Вечерна поща“, „Независимост“ и „Реч“. Член е на Съюза на българските писатели. Умира през 1954 г. в София.

## Творчество
Автор е на романите „Бащин дом“ и „Роман из революционното минало на София (1870 – 1944)“; на повестите „Ведри небеса“, „Безпътица“, „Ева“ и „Бедният Павел“; на разказите „Ваятел“, „Жизнен път“, „Великденски нощи“, „Иманяри“ и други, които публикува в периодичния печат. Пише статии и спомени за Иван Вазов, Димчо Дебелянов, Иван Денкоглу, Илия Иванов-Черен, Борис Йоцов, Гео Милев, Пенчо Славейков, Людмил Стоянов, Антон Страшимиров, Сава и Йорданка Филаретови, Христо Ясенов и други. Автор е на пътеписите „Беломорие“, „Боровец“, „В царска Русия“, „В Дедеагач“, „Какво видях във Враца“ и други. Пише и фейлетони, бележки за манастира „Св. Иван Рилски“ в село Герман, рецензии на книги от Асен Клисурски, Добри Немиров и други. Пише изложение до Вълко Червенков за запазване на двореца „Врана“ като музей, с молба за назначаването му за управител на манастира „Св. Иван Рилски“ край село Герман.
Личният му архив се съхранява във фонд 92К в Централен държавен архив. Той се състои от 192 архивни единици от периода 1878 – 1954 г.